# Frontiniella parancilla
Frontiniella parancilla är en tvåvingeart som beskrevs av Townsend 1918. Frontiniella parancilla ingår i släktet Frontiniella och familjen parasitflugor. Inga underarter finns listade i Catalogue of Life.